# Orectognathus hystrix
Orectognathus hystrix é uma espécie de formiga do gênero Orectognathus, pertencente à subfamília Myrmicinae.